# Comuna Samiilivka, Verhnii Rohaciîk
Samiilivka (în ucraineană Самійлівка) este o comună în raionul Verhnii Rohaciîk, regiunea Herson, Ucraina, formată din satele Lîsîce, Pavlivka și Samiilivka (reședința).

## Demografie
Componența lingvistică a comunei Samiilivka
     Ucraineană (96,31%)
     Rusă (2,91%)
     Alte limbi (0,1%)
Conform recensământului din 2001, majoritatea populației comunei Samiilivka era vorbitoare de ucraineană (96,31%), existând în minoritate și vorbitori de rusă (2,91%).